# 坎加斯德奥尼斯
坎加斯德奥尼斯，是西班牙阿斯图里亚斯的一个市镇。总面积213平方公里，总人口6068人（2001年），人口密度28人/平方公里。

## 历史
公元722年，此地爆发的科瓦东加战役成为伊斯兰征服后伊比利亚基督教军队的首场重大胜利，标志着收复失地运动的起点。坎加斯德奥尼斯不仅是阿斯图里亚斯王国的首个首都（8世纪），更承载着再征服时代的宗教象征——737年，西班牙最早的基督教教堂坎加斯德奥尼斯的圣十字教堂（Santa Cruz de Cangas de Onís）在此落成，其地基竟建于一座史前石棚之上。14世纪文献中首次出现“坎加斯德奥尼斯教区”的记载，而横跨塞利亚河的石桥则建于14或15世纪，至今仍是地标。
1504年，坎加斯德奥尼斯代表阿斯图里亚斯公国参与议会（Junta General）。16世纪起，科瓦东加逐渐发展为朝圣地，商贸随之兴盛。19世纪中叶，坎加斯德奥尼斯迎来快速扩张期，1866年更记录到一次陨石坠落事件。
在西班牙内战期间，坎加斯德奥尼斯（阿斯图里亚斯语称Cangues d'Onís）多次遭遇轰炸。1978至1981年，此地成为阿斯图里亚斯“前自治体制”下的地区委员会驻地，直至1982年1月31日《阿斯图里亚斯自治条例》正式生效。